# Катастрофа A300 в Нагое
Катастрофа A300 в Нагое — крупная авиационная катастрофа, произошедшая во вторник 26 апреля 1994 года. Авиалайнер Airbus A300B4-622R авиакомпании China Airlines выполнял плановый рейс CI 140 (позывной — Dynasty 140) по маршруту Тайбэй—Нагоя, но при заходе на посадку в Нагое потерял управление и рухнул на землю возле торца взлётной полосы аэропорта Комаки. Из находившихся на его борту 271 человека (256 пассажиров и 15 членов экипажа) выжили всего 7, все получили ранения.

## Самолёт
Airbus A300B4-622R (регистрационный номер B-1816, серийный 580) был выпущен в 1990 году (первый полёт совершил 30 октября под тестовым б/н F-WWAK). 2 февраля 1991 года был передан авиакомпании China Airlines. Оснащён двумя турбовентиляторными двигателями Pratt & Whitney PW4158. На день катастрофы совершил 3910 циклов «взлёт-посадка» и налетал 8572 часа 12 минут.

## Экипаж и пассажиры
Самолётом управлял опытный экипаж, состав которого был таким:
- Командир воздушного судна (КВС) — 42-летний Ван Лэци (англ. Wang Lo-chi, кит. 王樂琦). Опытный пилот, проработал в авиакомпании China Airlines 5 лет и 2 месяца (с 1 февраля 1989 года). В должности пилота с 1 июля 1991 года, на командира Airbus A300-600R был квалифицирован 31 июля 1992 года. Налетал 8340 часов 19 минут, 1350 часов 27 минут из них на Airbus A300-600R[5].
- Второй пилот — 26-летний Чжуан Мэнжун (англ. Chuang Meng-jung, кит. 莊孟容). Опытный пилот, проработал в авиакомпании China Airlines 4 года и 10 дней (с 16 апреля 1990 года). В должности пилота с 5 сентября 1992 года, на второго пилота Airbus A300-600R был квалифицирован 29 декабря 1992 года. Налетал 1624 часа 11 минут, 1033 часа 59 минут из них на Airbus A300-600R[6].

В салоне самолёта работали 13 бортпроводников.
| Гражданство          | Пассажиры | Экипаж | Всего |
| -------------------- | --------- | ------ | ----- |
| Китайская Республика | 63        | 15     | 78    |
| Япония               | 153       | 0      | 153   |
| Филиппины            | 1         | 0      | 1     |
| Китай                | 39        | 0      | 39    |
| Всего                | 256       | 15     | 271   |

Всего на борту самолёта находился 271 человек — 15 членов экипажа и 256 пассажиров.

## Хронология событий
Рейс CI 140 вылетел из Тайбэя в 17:53. На борту авиалайнера находились 15 членов экипажа и 256 пассажиров (включая трёх младенцев). Расчётная продолжительность полёта составляла 2 часа 18 минут. В 18:14 (в соответствии с планом полёта, выданным в аэропорту Чан-Кайши) летящий со скоростью 861 км/ч самолёт занял эшелон FL330 (10 050 метров) и взял курс на Нагою по воздушному коридору A1.
В 19:47:35 диспетчер контроля в Токио дал рейсу 140 указание покинуть эшелон FL330 и снижаться до эшелона FL210 (6400 метров). В 19:58:18 экипаж перешёл на связь с диспетчером подхода в аэропорту Комаки. В процессе снижения экипаж также снижал и поступательную скорость самолёта. В 20:04:03 диспетчер подхода дал указание выполнить левый разворот на курс 010°, а в 20:07:14 сообщил, что посадка будет осуществляться на полосу № 34, и дал указание переходить на связь с башней аэропорта. Всё это время (начиная с 17:54, когда после вылета из Тайбэя была пройдена высота 305 метров) полёт проходил под управлением автопилота № 2. На подходе к Нагое в 20:07:22 экипаж также включил и автопилот № 1. В 20:11:36 второй пилот отключил оба автопилота от управления, но не выключил их.
В 20:12:19 рейс CI 140 прошёл внешний маркер, а в 20:13:39 диспетчер башни Нагои дал разрешение на посадку. Погодные условия в Нагое в это время были хорошие, ветер 11 км/ч по азимуту 290°. Заход на посадку в ручном режиме проходил нормально. Но в 20:14:05 на высоте 326 метров второй пилот случайно включил переключатель TOGA (TAKE-OFF/GO-AROUND). В данной ситуации это означало уход на второй круг, поэтому режим двигателей был увеличен, что вызвало продольный толчок. КВС увидел это, отчитал второго пилота и дал ему указание выключить этот переключатель, но второй пилот этого не выполнил. В течение следующих 15 секунд авиалайнер выровнялся на высоте 317 метров и находился в 5,6 километрах от торца ВПП № 34, оказавшись при этом выше глиссады. Затем командир дал второму пилоту команду вернуть самолёт в глиссаду, поэтому тот отклонил руль высоты вниз, при этом забыв отключить TOGA. Но тут же в 20:14:18 автопилот, который запустился включением TOGA, распознав снижение высоты, отклонил стабилизатор вниз на угол −12,3°, тем самым пытаясь поднять нос самолёта. Также был ещё больше увеличен режим работы обоих двигателей. Увидев это, в 20:14:48 экипаж выключил автопилот.

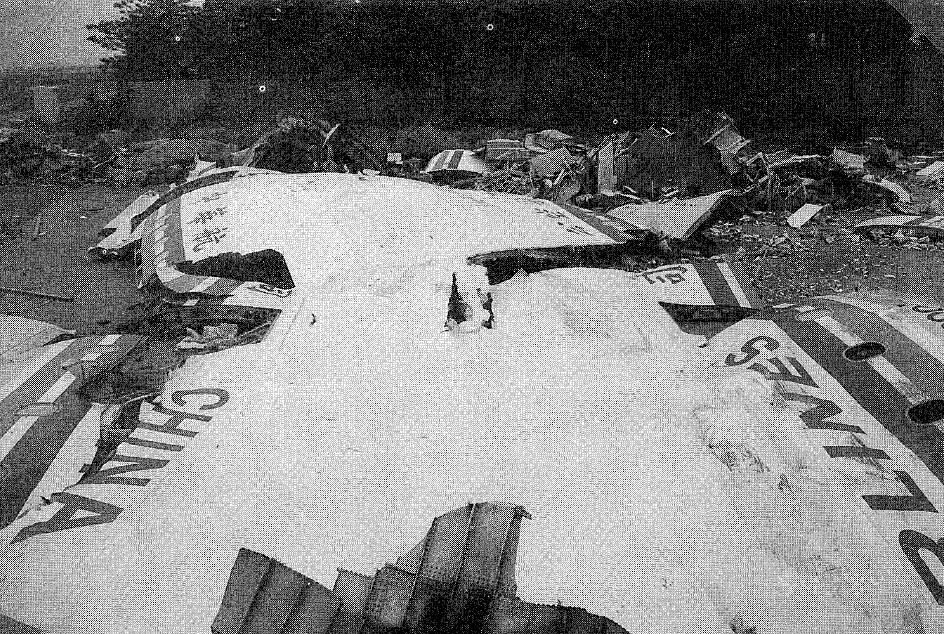
Обломки рейса 140

Схема посадочных мест рейса 140 (чёрным выделены места, где сидели выжившие)

Но когда авиалайнер снизился до 155 метров и находился примерно в 1,8 километрах от торца ВПП, сработала дополнительная система защиты. В результате в 20:15:02 рули высоты также были переложены на кабрирование, а двигатели переведены на взлётный режим. Под крутым углом лайнер начал набирать высоту, при этом теряя поступательную скорость. Угол кабрирования достиг 52,6°, из-за чего сработала система предупреждения о критическом угле атаки. Увидев это, КВС крикнул второму пилоту, чтобы тот выключил переключатель TOGA, а сам отключил сигнализацию о критическом угле атаки, снизил режим работы двигателей и убрал закрылки с 40° до 15°. Второй пилот при этом предупредил авиадиспетчера об уходе на второй круг. В 20:15:17 сигнализация GPWS сработала по режиму 5, предупредив об опасном угле скольжения, а в 20:15:25 в течение пары секунд прозвучала сигнализация опасности сваливания. В 20:15:31 самолёт достиг высоты 527 метров по давлению (546 метров по радиовысотомеру), когда скорость резко снизилась до 144 км/ч, а подъёмная сила упала до критического значения; авиалайнер опустил нос и понёсся вниз.
Примерно в 20:15:45 рейс CI 140 рухнул на землю около рулёжной дорожки E1 и в 110 метрах восточнее-северо-восточнее торца ВПП № 34 аэропорта Комаки и полностью разрушился. В катастрофе погибли 264 человека — все 15 членов экипажа и 249 пассажиров; 7 пассажиров (в том числе все трое младенцев) выжили, получив ранения.
На 2021 год катастрофа рейса CI 140 (по числу погибших) занимает первое место в истории авиакомпании China Airlines, второе среди произошедших на территории Японии (после катастрофы Boeing 747 под Токио) и третье в истории самолёта Airbus A300 (после катастроф в Нью-Йорке и над Персидским заливом).

## Расследование
Расследование причин катастрофы рейса CI 140 проводил Японский совет по безопасности на транспорте (JTSB).
Окончательный отчёт расследования был опубликован 19 июля 1996 года.
Согласно отчёту, причиной катастрофы стали многочисленные ошибки экипажа. Также выяснилось, что у обоих пилотов был малый опыт управления Airbus A300 — второй пилот управлял только небольшими самолётами, а КВС имел большой опыт управления Boeing 747 первых модификаций, но всего несколько месяцев назад был переведён на Airbus A300. Поскольку у China Airlines не было лётного симулятора Airbus A300, командира обучали на симуляторе, который был настроен по-другому — в частности, автопилот на нём отключался путем приложения давления к штурвалу.

## Последствия катастрофы
- 3 мая 1994 года Главное управление гражданской авиации Китайской Республики (CAA) выдал авиакомпании China Airlines распоряжение об изменении автопилотов на всех самолётах с последующими уведомлениями о внесении изменений.
- 7 мая того же года CAA выпустила распоряжение для всех китайских авиакомпаний о предоставлении дополнительных обучений и повторных оценок знаний для пилотов Airbus A300-600R.
- Авиакомпания China Airlines в знак уважения к экипажу и пассажирам рейса 140 изменила номер рейса Тайбэй—Нагоя с CI 140/141 на CI 150/151.

## Культурные аспекты
- Катастрофа рейса 140 China Airlines показана в 18 сезоне канадского документального телесериала Расследования авиакатастроф в серии Опасный манёвр.
- Также она упоминается в книге И. А. Муромова «100 великих авиакатастроф» в главе Аэробус А-300 разбился при посадке.

## Аналогичные авиакатастрофы
- Катастрофа Boeing 737 в Казани
- Катастрофа A300 в Монтеррее

### Комментарии
1. ↑  Здесь и далее указано Японское стандартное время — JST